# 中国驻苏丹大使列表
本列表为中華人民共和國驻苏丹历任大使名录。

## 历任中国驻苏丹大使

### 中华人民共和国驻苏丹大使（1959年至今）
1959年2月4日，中华人民共和国与苏丹建立外交关系，并开始派遣驻苏丹大使。
| 姓名   | 任命           | 任命           | 到任           | 递交国书       | 免职           | 免职           | 离任           | 外交衔级 | 外交职务     | 备注 |
| 姓名   | 全国人大常委会 | 主席           | 到任           | 递交国书       | 全国人大常委会 | 主席           | 离任           | 外交衔级 | 外交职务     | 备注 |
| ------ | -------------- | -------------- | -------------- | -------------- | -------------- | -------------- | -------------- | -------- | ------------ | ---- |
| 王雨田 | 1959年3月11日  | 1959年6月7日   | 1959年7月15日  | 1959年7月26日  | 1961年12月16日 | 1962年4月9日   | 1962年3月8日   | 大使     | 特命全权大使 |      |
| 谷小波 | 1961年12月16日 | 1962年4月9日   | 1962年7月2日   | 1962年7月9日   | 1965年10月28日 | 1966年1月4日   | 1965年11月20日 | 大使     | 特命全权大使 |      |
| 俞沛文 | 1965年10月28日 | 1966年1月4日   | 1966年2月      | 1966年3月19日  | 不適用         | 不適用         | 1967年1月      | 大使     | 特命全权大使 |      |
| 雪呐   | 不適用         | 不適用         | 1967年1月      | 不適用         | 不適用         | 不適用         | 1970年4月      |          | 临时代办     |      |
| 杨守正 | 不適用         | 不適用         | 1970年4月28日  | 1970年5月9日   | 不適用         | 不適用         | 1974年6月      | 大使     | 特命全权大使 |      |
| 张越   | 不適用         | 不適用         | 1974年9月7日   | 1974年9月12日  | 1979年2月23日  | 不適用         | 1978年12月5日  | 大使     | 特命全权大使 |      |
| 宋寒毅 | 1979年2月23日  | 不適用         | 1979年5月      | 1979年5月12日  | 1984年7月7日   | 1984年12月14日 | 1984年10月24日 | 大使     | 特命全权大使 |      |
| 刘华   | 1984年7月7日   | 1984年12月14日 | 1984年11月11日 | 1984年11月27日 | 1987年6月23日  | 1987年9月9日   | 1987年8月      | 大使     | 特命全权大使 |      |
| 惠震   | 1987年6月23日  | 1987年9月9日   | 1987年10月     | 1987年10月27日 | 1991年9月4日   | 1991年11月9日  | 1991年10月     | 大使     | 特命全权大使 |      |
| 吴德成 | 1991年9月4日   | 1991年11月9日  | 1991年12月     | 1991年12月23日 | 1995年12月28日 | 1996年4月4日   | 1996年3月      | 大使     | 特命全权大使 |      |
| 张维秋 | 1995年12月28日 | 1996年4月4日   | 1996年3月      |                | 1998年4月29日  | 1998年9月17日  | 1998年7月      | 大使     | 特命全权大使 |      |
| 邓绍勤 | 1998年4月29日  | 1998年9月17日  | 1998年9月      | 1998年9月29日  | 2001年4月28日  | 2002年3月25日  | 2002年1月      | 大使     | 特命全权大使 |      |
| 张栋   | 2001年4月28日  | 2002年3月25日  | 2002年2月      | 2002年4月19日  | 2007年2月28日  | 2007年6月14日  | 2007年5月      | 大使     | 特命全权大使 |      |
| 李成文 | 2007年2月28日  | 2007年6月14日  | 2007年6月      | 2007年7月10日  | 2011年6月30日  | 2011年10月26日 | 2011年9月      | 大使     | 特命全权大使 |      |
| 罗小光 | 2011年6月30日  | 2011年10月26日 | 2011年9月8日   | 2011年9月14日  | 2014年8月31日  | 2014年11月19日 | 2014年10月     | 大使     | 特命全权大使 |      |
| 李连和 | 2014年8月31日  | 2014年11月19日 | 2014年11月10日 | 2014年11月26日 | 2018年8月31日  | 2019年2月3日   | 2018年11月     | 大使     | 特命全权大使 |      |
| 马新民 | 2018年10月26日 | 2019年2月3日   | 2019年1月20日  | 2019年3月4日   |                |                | 2022年12月     | 大使     | 特命全权大使 |      |